# Condado de Schuyler (Nova Iorque)
O Condado de Schuyler é um dos 62 condados do Estado americano de Nova Iorque. A sede do condado é Watkins Glen, e sua maior cidade é Watkins Glen. O condado possui uma área de 886 km²(dos quais 35 km² estão cobertos por água), uma população de 19 224 habitantes, e uma densidade populacional de 23 hab/km² (segundo o censo nacional de 2000). O condado foi fundado em 1854.